# 양성인간
양성인간(生而為人, Born to be Human, 본 투 비 휴먼, 생이위인)은 대만에서 제작된 릴리 니 감독의 2021년 드라마 영화이다. 리링웨이 등이 주연으로 출연하였다.

## 출연
- 리링웨이
- 왕신링